# John Sebright (7e baronnet)
John Saunders Sebright, 7e baronnet (23 mai 1767 - 15 avril 1846), de Besford, Worcestershire et Beechwood Park, Hertfordshire, est un homme politique anglais et un innovateur agricole.

## Biographie
Né le 23 mai 1767 à Sackville Street, St James's, il est le fils aîné de John Sebright (6e baronnet), de Sarah, fille d'Edward Knight, de Wolverley, Worcestershire. Son père est décédé en mars 1794.
Il sert pendant une courte période dans les Foot Guards et est attaché au personnel de Jeffery Amherst. Il est élu député du Hertfordshire le 11 mai 1807 et continue de représenter le comté jusqu'à la fin du premier parlement réformé. Il est nommé haut shérif du Hertfordshire pour 1797–98.

## Parlementaire
Il refuse de s'inscrire dans un parti, mais vote généralement avec les whigs les plus avancés. Il est un ardent défenseur de l'économie dans l'administration, de l'abolition des sinécures et des charges inutiles, et de la réduction des impôts indirects. Il est en principe libre-échangiste.
Le 5 avril 1821, il vote la motion de lord Cranborne pour une enquête sur les lois du jeu et appuie les projets de loi ultérieurs sur le sujet. En 1826, il attribue l'augmentation de la criminalité principalement à leur influence. En 1824, et de nouveau en 1828, il se prononce en faveur de l'abrogation des lois sur l'usure et «détestait les monopoles de toutes sortes».
Agriculteur pratique, propriétaire de terres dans trois comtés, il donne son avis (17 décembre 1830) contre toute attributions de Jardins familiaux plus grands que les potagers, mais est disposé à tenter une expérience à plus grande échelle.
Lorsque, le 1er mars 1831, lord John Russell demande à présenter le premier projet de loi réforme parlementaire, Sebright, en tant que député indépendant, appuie la motion; et soutient les projets de loi de réforme qui ont suivi. Le 17 décembre 1832, il est réélu pour le Hertfordshire, en tête du scrutin, dans le premier parlement réformé, mais se retire à sa clôture.
Il est décédé le 15 avril 1846 à Turnham Green et est enterré à Flamstead. Un portrait de lui a été gravé par S. Reynolds à partir d'un tableau de Boileau. Il construit et dote une école à Cheverell's Green, et une place aux hospices pour seize pauvres dans la paroisse de Flamstead, Hertfordshire. Le coq Sebright, qu'il a créé, porte son nom et reste une race de poulet populaire à ce jour.

## Travaux
En 1809, il publie une lettre à Joseph Banks sur l'art d'améliorer les races d'animaux domestiques . Sebright est également l'auteur d' Observations on Hawking, décrivant le mode pour briser et gérer plusieurs types de faucons utilisés en fauconnerie, 1826; et des observations sur l'instinct des animaux, 1836. Charles Darwin commente les compétences pratiques de Sebright en tant qu'obtenteur dans De la variation des animaux et des plantes sous l'action de la domestication.

## Famille
Il épouse, le 6 août 1793, Harriet, héritière de Richard Crofts de West Harling, Norfolk. Elle est décédée en août 1826, ayant eu neuf enfants : 
- Thomas Gage Saunders Sebright, 8e baronnet (1802–1864). Il épouse Sarah Anne Hoffmann (12 septembre 1809 - 14 février 1846), fille de Frederick Hoffman, (auteur de "A Sailor of King George: The Journals of Captain Frederick Hoffman, RN, 1793-1814 "). Sarah Anne est enterrée au cimetière anglais de Florence[3]
- Frederica Anne Sebright
- Emily Sebright (décédée en 1822), épouse Frederick Franks en 1822
- Caroline Sebright
- Frances Elizabeth Sebright
- Sophia Sebright (décédée en 1829), célibataire
- Mary Anne Sebright
- Octavia Elinor Sebright
- Gertrude Sebright (11 août 1807-1820)[4]